# Elecciones generales de Senegal de 1963
Las elecciones generales de Senegal de 1963 se realizaron el 1 de diciembre de 1963. Fue la primera vez en su historia que el presidente fue votado por sufragio directo.
Aun así, Léopold Sédar Senghor de la Unión Progresista de Senegal (UPS) fue el único candidato que se presentó y fue reelegido sin oposición. El UPS también ganó todos los 80 escaños en la Asamblea Nacional con el 94,2% del voto.
La participación electoral fue de alrededor del 86% para la elección presidencial y un 90% para la elección de la Asamblea Nacional.

## Resultados

### Presidente
| Candidato                  | Partido                      | Votos     | %     |
| -------------------------- | ---------------------------- | --------- | ----- |
| Léopold Sédar Senghor      | Unión Progresista de Senegal | 1.149.935 | 100%  |
| Votos nulos/en blanco      | Votos nulos/en blanco        | 6.124     | −     |
| Total                      | Total                        | 1.156.059 | 100%  |
| Participación electoral    | Participación electoral      | 1.339.679 | 86,2% |
| Fuente: Sternberger et al. |                              |           |       |

### Asamblea Nacional
| Partido                        | Votos     | %      | Escaños | +/− |
| ------------------------------ | --------- | ------ | ------- | --- |
| Unión Progresista de Senegal   | 1.132.518 | 94,20% | 80      | 0   |
| Unidad y Democracia de Senegal | 69.776    | 5,80%  | 0       | 0   |
| Votos nulos/en blanco          | 1.488     | −      | −       | −   |
| Total                          | 1.203.782 | 100%   | 80      | 0   |
| Participación electoral        | 1.339.679 | 89.9%  | −       | −   |
| Fuente: Sternberger            |           |        |         |     |

## Lectura recomendada
- O'Brien, Donal Cruise (1967). «Political opposition in Senegal: 1960–67». Government and Opposition 2 (4): 557-566. doi:10.1111/j.1477-7053.1967.tb01185.x.

- Datos: Q3587243